# バロッティ・アルパッド
バロッティ・アルパッド（ハンガリー語: Baróti Árpád、1991年10月23日 - ）は、ハンガリーの男子バレーボール選手である。

## 来歴
ハンガリーのトルナ県ボニハド (en) 出身。学生時代から多くのスポーツをしていて、その中でもバレーボールが最も好きであり、14歳の頃から本格的に始める。
2008年よりドゥナフェルでプレー。2010年よりイタリアのチームに移籍し、セリエAでのプレーを始める。
2012年よりハンガリー代表に入る。
2013年には、韓国のラッシュ・アンド・キャッシュ・ベスピッドに移籍し、韓国Vリーグでもプレー。2015年には、ドイツのベルリン・リサイクリング・バレーズに移籍し、ブンデスリーガ（ドイツリーグ）での優勝に貢献。2016年にも舞台を韓国に移し、韓国のカップ戦KOVOカップで優勝。2019年にはポーランドの強豪、ZAKSAケンジェジン・コジレに移籍し、プラスリーガとカップ戦で優勝した。
2021年、日本のV.LEAGUE DIVISION1 MEN（V1男子）に所属するサントリーサンバーズに移籍。ドミトリー・ムセルスキーが2021年末まで試合に出場できない理由による同年末までの契約であった。2021年末にポーランドのヤストシェンブスキ・ヴェンギェルに移籍した。こちらもステファン・ボワイエの負傷離脱によるオファーで、ボワイエが復帰するまでオポジットでプレー。ボワイエが復帰してからはボワイエがレギュラーとなったため、双方合意により2022年3月にヤストシェンブスキを退団した。

## 所属チーム
- ドゥナフェルSE (hu) （2008-2010年）
- ヴィボ・ヴァレンツィア (it) （2010-2011年）
- バレー・ミラノ (it) （2011-2013年）
- ラッシュ・アンド・キャッシュ・ベスピッド（2013-2014年）
- チッタ・ディ・カステッロ（2014-2015年）
- ベルリン・リサイクリング・バレーズ（2015-2016年）
- 水原韓国電力ビクストーム（2016-2017年）
- 天安現代キャピタル・スカイウォーカーズ（2017-2018年）
- ナルボンヌ・バレー (fr) （2018-2019年）
- ZAKSAケンジェジン・コジレ (pl) （2019-2020年）
- Bursa Büyükşehir Belediyespor (tr) （2020年-2020年12月）
- トゥールコワンLM (fr) （2020年12月-2021年）
- サントリーサンバーズ（2021年-2021年12月）
- ヤストシェンブスキ・ヴェンギェル (pl) （2021年12月-2022年3月）
- フィノ・カポシュヴァールSE (hu) （2022-2024年）

## 球歴
- ハンガリー代表 （2012年-）